# 材料規格
材料規格（ざいりょうきかく）とは、金属やゴムなどの工業材料の特性や形状などを識別するための規格。

## 概要
工業材料の材料規格を定める工業規格には、国際規格（ISO）、地域規格、国家規格、業界（団体）規格、社内規格がある。
工業材料に関しては業界（団体）規格のほうが通用している場合もあり、民間の規格を政府が可能な限り踏襲して法律で規格化していることも多い。
規格化された製品名を簡略に扱うための記号を材料記号という。日本工業規格(JIS)の材料記号はアルファベット文字と数字で表記される。記号には材質を示す文字記号、製品規格を示す文字記号、種類を表す数字、製法を示す文字記号で構成される。

## 主な材料規格

### 日本（日本工業規格）

#### 鉄鋼系材料
代表的な日本工業規格(JIS)における鉄鋼系材料記号の一覧の一例（最新の情報は、最新の『JISハンドブック 鉄鋼』を確認の事 ）。
第1位の文字は鋼を表すS(Steel)、または鉄を表すF(Ferrum)。
| 記号   | 記号例     | 説明                                                    |
| ------ | ---------- | ------------------------------------------------------- |
| S□□C   | S45Cなど   | 機械構造用炭素鋼（□□は炭素含有量）                      |
| SCM□□□ | SCM435     | クロムモリブデン鋼                                      |
| SGP□□  | SGP25Aなど | 配管用炭素鋼管（Gas Pipe、□□は大きさ）                  |
| SK□□□  | SK120      | 炭素工具鋼(Kogu、□は炭素含有量)                         |
| SKH□□  | SKH51      | 高速度工具鋼                                            |
| SS□□□  | SS400など  | 一般構造圧延鋼（Structural、□□□は最低引張強さを示す。） |
| SUS□□□ | SUS304など | ステンレス鋼                                            |
| FC□□□  | FC200など  | 普通鋳鉄（ねずみ鋳鉄）□□□は最低引張強さを示す。         |

#### 非鉄金属材料
代表的な日本工業規格(JIS)における非鉄金属材料の一覧の一例（最新の情報は、最新の『JISハンドブック 非鉄』を確認の事 ）。

##### アルミ
第1位の文字がアルミを表すAで始まり、展伸材は4桁数字が続く。
| 記号  | 説明                                                 |
| ----- | ---------------------------------------------------- |
| A1□□□ | 工業用純アルミニウム(99.0%以上)                      |
| A2□□□ | 銅系アルミ合金。ジュラルミン                         |
| A3□□□ | マンガン系アルミ合金                                 |
| A4□□□ | けい素系アルミ合金                                   |
| A5□□□ | マグネシウム系アルミ合金                             |
| A6□□□ | マグネシウム・ケイ素系アルミ合金                     |
| A7□□□ | 亜鉛・マグネシウム系アルミ合金で超超ジュラルミンなど |

##### 銅
| 記号  | 説明                       |
| ----- | -------------------------- |
| C10□□ | 無酸素銅（99.96%以上）     |
| C11□□ | タフピッチ銅（99.90%以上） |
| C12□□ | りん脱酸銅（99.90%以上）   |
| C17□  | ベリリウム銅               |
| C2□□□ | 黄銅（真鍮）               |
| C36□□ | 快削黄銅                   |
| C37□□ | 鍛造用黄銅                 |
| C46□□ | ネーバル黄銅               |
| C5□□□ | りん青銅                   |

### アメリカ合衆国
アメリカ合衆国で材料規格を定めている工業規格には、国家規格のANSI（米国規格）や、業界（団体）規格のASTM（アメリカ材料試験協会規格）、AISI（アメリカ鉄鋼協会規格）、SAE（アメリカ自動車技術会規格）などがある。

### 中国
中国で材料規格を定めている工業規格には、国家規格のGB（中華人民共和国国家標準）や、業界（団体）規格のYB（中国黒色冶金分野標準）などがある。